# 波帕斯內 (哈爾科夫州)
波帕斯內（羅馬化：Popasne）是位於烏克蘭東部的村莊，由哈爾科夫州伊久姆區的库尼耶市镇負責管轄。該村面積0.18平方公里，海拔高度189米，2001年人口49，人口密度每平方公里276.8人。